# Jasinga (plaats)
Jasinga is een bestuurslaag in het regentschap Bogor van de provincie West-Java, Indonesië. Jasinga telt 5260 inwoners (volkstelling 2010).